# La Falç
La Falç fou una publicació mensual de la Catalunya del Nord escrita indistintament en català i en francès, fundada el setembre del 1970. Inicialment se la considerava portaveu del Comitè Rossellonès d'Estudis i d'Animació (CREA), però des del 1973 fins al seu tancament el 1981 fou el portaveu de l'Esquerra Catalana dels Treballadors.
Hi publicava articles, comentaris i reportatges polítics sota l'òptica del partit. Col·laboraren en la difusió del terme Catalunya del Nord per a referir-se al territori català sota sobirania francesa, i publicaren El petit llibre de Catalunya-Nord de Llorenç Planes i Montserrat Biosca. Tot i que la seva difusió era limitada als cercles de joves nacionalistes, fou un referent del catalanisme radical nord-català d'esquerres, fins que fou desbancat per La Nova Falç el 1977. La seva desaparició fou paral·lela a la de l'ECT.